# Fayl-Billot
Fayl-Billot település Franciaországban, Haute-Marne megyében. Lakosainak száma 1290 fő (2022. január 1.). Fayl-Billot Anrosey, Champsevraine, Maizières-sur-Amance, Pierremont-sur-Amance, Poinson-lès-Fayl, Pressigny, Rougeux, Ouge és La Quarte községekkel határos.

## Népesség
A település népességének változása:
| Lakosok száma | 1418 | 1592 | 1511 | 1460 | 1383 | 1330 | 1323 | 1298 | 1285 | 1290 |
|               | 1968 | 1982 | 1990 | 2006 | 2013 | 2015 | 2017 | 2019 | 2020 | 2022 |